# Aphaenogaster depilis
Aphaenogaster depilis är en myrart som beskrevs av Santschi 1911. Aphaenogaster depilis ingår i släktet Aphaenogaster och familjen myror.

## Underarter
Arten delas in i följande underarter:
- A. d. afra
- A. d. depilis
- A. d. numida